# Званное
Званное — село в Глушковском районе Курской области России. Административный центр сельского поселения Званновский сельсовет. Стоит на реке Сейм.

## География
Расположено преимущественно на левом берегу Сейм, в 7 км от районного центра Глушково.

### Гидрографическая сеть
Главный водоток — река Сейм, служил также как водный путь. На севере села из неё вытекает протока Хила (Быйстрык) в сторону селения Лещиновки, есть старица Славэнь. С восточной стороны в Сейм впадают старицы Малый и  Крутой Ровец, Скорозва. На северо-востоке имеется речной затон Званка, до 1940 годы бывший протокой. Село окружают заливные луга (с востока на запад): Бабарсовэ, Поляховэ, Широкий луг, Вылыкий луг. На западе к селу примыкает Карыжский лес. На юге располагаются сельхозугодия с вкраплениями водных урочищ: Крызьске, Рахов и Чащи. 

### Уличная сеть
- Зелёная
- Комсомольская
- Луговая
- Молодёжная
- Набережная
- 1-я Новоселовка
- 2-я Новоселовка
- Октябрьская
- Сеймовая
- Советская
- Средняя
- Центральная

### Климат
Климат характеризуется как умеренно континентальный, с тёплым летом и умеренно холодной зимой. Среднегодовая температура — 4,5 °C. Средняя температура воздуха самого тёплого месяца (июля) — 22 °C; самого холодного (января) — −12 °C. Среднегодовое количество атмосферных осадков составляет 600 мм, из которых большая часть выпадает в тёплый период.
| Показатель                                                                       | Янв. | Фев. | Март | Апр. | Май  | Июнь | Июль | Авг. | Сен. | Окт. | Нояб. | Дек. | Год  |
| -------------------------------------------------------------------------------- | ---- | ---- | ---- | ---- | ---- | ---- | ---- | ---- | ---- | ---- | ----- | ---- | ---- |
| Средний суточный максимум, °C                                                    | −3,4 | −2,3 | 3,7  | 13,5 | 19,7 | 22,9 | 25,3 | 24,7 | 18,4 | 11   | 3,9   | −0,6 | 11,4 |
| Средняя температура, °C                                                          | −5,5 | −4,9 | −0   | 8,6  | 15   | 18,6 | 20,9 | 20,1 | 14,2 | 7,6  | 1,7   | −2,6 | 7,8  |
| Средний суточный минимум, °C                                                     | −7,9 | −8,1 | −4,1 | 3,2  | 9,3  | 13,2 | 15,9 | 14,9 | 9,9  | 4,2  | −0,6  | −4,8 | 3,8  |
| Норма осадков, мм                                                                | 50   | 44   | 48   | 49   | 63   | 69   | 82   | 51   | 57   | 54   | 49    | 49   | 665  |
| Источник: Погода по месяцам c ru.climate-data.org(дата обращения: Сентябрь 2021) |      |      |      |      |      |      |      |      |      |      |       |      |      |

## История
Деревня Званая обрела статус села в связи со строительством Успенской церкви в 1703 году. Местные жители издавна занимались плетением корзин и плотничеством.

## Население
| 2002 | 2010  |
| ---- | ----- |
| 2172 | ↘1838 |

## Инфраструктура
После 1991 года колхоз имени Жданова был преобразован в производственный кооператив «Родина», сохранив статус главного работодателя села.
Действует средняя школа, филиал школы искусств, Званновский Дом Культуры. Магазины, банкоматы и пр.
Улицы заасфальтированы, в дома проведен водопровод, природный газ.

## Транспорт
Село легкодоступно автотранспортом. Четыре остановки общественного транспорта.